# マーチ・73S
マーチ・735は、イギリスのマーチ・エンジニアリングが1973年度の国際自動車連盟（FIA）グループ5規定対応のオープン2座席レーシングカーとして開発された。
マーチの発表時は、マーチ・735としてアナウンスされたが、その後マーチとしては、2座席スポーツカーは、このマシンしかないので、マーチ・73Sと呼ばれるようになった。

## 概要
スポーツカー世界選手権は、1971年から規定を改正して、シリーズ名称を「世界メーカー選手権」に変更し、排気量5000 ㏄のプロトタイプスポーツカーを排除し、参加車両を排気量3000 ㏄までのオープントッププロトタイプカーのグループ5に限定した。この時に、メーカーは主に排気量3000 ㏄に、プライベートは排気量2000 ㏄のクラスに参戦するようになった。
一方ヨーロッパ・フォーミュラ2（F2）選手権も1972年から排気量が2000 ㏄に拡大され、2000㏄のエンジンを入手すればF2と2000 ㏄スポーツカーの2つのシリーズに参戦が可能となり、ヨーロッパや日本では、排気量2000㏄のエンジンを搭載するオープン2座席スポーツカーの需要が増大した。
そこでマーチは、従来から供給しているF2と互換性のあるスポーツカーを供給すれば、両方のシリーズの参戦が容易になると考え、開発したグループ5規定に準拠したオープン2座席スポーツカーで、ロビン・ハードが設計した。
マーチは、オープン2座座席スポーツカーを1976年のシーズン用まで足掛け4年制作したが、シャーシはすべて73Sと共用でカウルのみ毎年変更していた。
日本のレーシングマシンのコンストラクタにとって、マーチの基本寸法は、以降日本で開発される2000㏄級のエンジンを搭載したレーシングマシンの基本寸法となり、シャーシ等の構造や構成が基本内容になるなど、日本のレーシングコンストラクタに与えた影響は大きかった。
本稿においては、基本的にはマーチ73Sに関して記述するが、マシンとしての内容はマーチ74S、75S、76Sの内容も含む形で記述する。

### シャーシ
当時のマーチのF2マシンは、前半部はアルミ板金製ツインチューブモノコック/後半部は鋼管スペースフレームを合わせる構造を採用していた。これと同じ手法でシャーシを開発した。
フロントモノコック
アルミの板金（L72、SWG18（t=約1.2㎜））のみで構成。フロントバルクヘッドは、アルミの厚板（4.5㎜厚）の一枚もので製造されている。ただし、このフロントバルクヘッドの中央部には、穴が開けられ、ペダル等の調整に使用される。
レース時には、穴の上にアルミ板（NS4あるいはNS6と見られる軽合金薄板でメクラにしている。フロントバルクヘッドの直後にドライバの足部を収納するフットスペースが設置されている。このフットスペース部には、フロントサスペンションのアームやダンパー等を受けるブラケットが設置されている。ブラケットは、1インチ角鋼管で補強されている。
フットスペース部から計器取付部までは、閉断面構造にして、剛性を確保している。
このフットスペースのサスペンションブラケットの後方から、サイドチューブ（ツインチューブ部）とドライバの着座部がリアバルクヘッドまで続く。
ツインチューブ部内部には、左右とも分割式のガソリンタンクが格納されている。ツインチューブの両側は、サイドに設置されたラジエタ用のダクトを内蔵した中央カウルで覆われている。またツインチューブ部は、高さ約300㎜で、後方が広がったハの字型になり、ツインチューブの後端は、スチールプレートでふさがれ、リアバルクヘッドを構成している。このスチールプレートには、リアサブフレームとリアサスペンションのラジアスアームを受ける角鋼管メンバーが付く。このメンバの左右にサイドラジエタ用のステーロッドもここに固定される。この角鋼管の上端は、ガゼットプレートでモノコックに縫い付けて補強され、ロールバーの支持も受け持つ。
このモノコックのフロントバルクヘッドをアルミの厚板で形成するという手法は、日本のレーシングマシンのコンストラクタに大きな衝撃を与え、1974年以降日本で作成されるマシンに同様な手法を行うようになった。
リアサブフレーム
リアサブフレームは、F2のマーチ・732と同じ構造の鋼管スペースフレームを採用した。なおF2のマーチは、1971年のマーチ・712Mからシャーシ共用でカウルを変更して年度モデルを作成して参戦していたので、鋼管の配置状況は、マーチ・712Mと同一であるが、モノコックのリアバルクヘッドとの固定部がF2より幅が広く変更されている。
リアサブフレームは、リアバルクヘッド後端に抱かせた角鋼管からV字型に伸びる1インチ径の鋼管とリアサスペンションのアッパーピックアップとなるギアボックス上の角鋼管で構成されている。V字型鋼管は、ボルト結合されている。
1975年度にF2と2座席スポーツカーは、燃料タンク側面にクラッシャブルストラクチャー設置が義務化された。この規定に対してF2マシンは、モノコックの外側のサイドポンツーンに衝撃吸収構造を取り付ける形での対応を行った。マーチは、マーチ・752にてサイドポンツーンを車幅いっぱいにとって、新規定対応した。その際に、モノコックのリアバルクヘッド形状変更を一部変更して、73Ｓのリアフレーム（鋼管スペースフレーム）を組み合わせたのでF2とスポーツカーとの完全互換性が取れるようになった。なおマーチは、スポーツカーに対しては、カウルに衝撃吸収材を取り付けてマーチ・75Sから対応した。
GCにおいては、30度バンクの影響でリア剛性が低くなり、エンジントラブル（オイルリーク等）が発生したの、エンジンとモノコックバルクヘッド及びトランスミッションをパイプで結んで剛性を補った。
マーチは、1977年から2座席スポーツカーの生産を中止した。そのため　シャーシの供給ができなくなったので、日本では、ノバエンジニアリングや伊藤レーシングがレプリカシャーシを製造して希望するマーチユーザに提供した。このレプリカシャーシは、日本で入手可能なJIS規格に準拠した材料とユーザからの従来シャーシに対する改善要望をいれて製作された。マーチユーザーは、76Sの従野以外が採用した。このレプリカシャーシを導入したチームは、メインマシンとして使用すると同時に、オリジナルのマーチシャーシをスペアシャーシやGCに参戦を希望する若手ドライバーに貸し出したりして、使用した。

### フロントカウル
フロントオーバーハングを抑えダウンフォースよりドラッグを低減させるために、ダルノーズ（先端がストンと落ちるノーズ）をベースとした曲面デザインを採用している。しかしながら、タイヤハウスがこのダルノーズの基本形状から前側に出っ張るので、基本形状とタイヤハウスの出っ張りをなだらかな曲面でつなぎ、空気抵抗の増加を抑えるようにした。そのため、中央部にわずかなへこみを設けたV字型断面のカウル構成になっている。
また運転席に関しては、助手席と一体にした風防をフロントカウルに設置して、運転席への空気流の巻き込みを防止している。
富士で走る場合に、ダウンフォースが大幅に不足して、のちにフロントノーズ先端にリップスポイラの設置等の大改造を受ける。

### センターカウル
センターカウルは、ドア部分とラジエターインレット部分の2ヶ所から構成される。
ドアは、フロント部にヒンジを持つ構造で、天面はフラットで、給油用の穴が開いている。
ラジエタインレットは、モノコックのリアバルクヘッドの両側に取り付けられたラジエタに空気を取り入れ送る形になっている。形状は、NACAスクープに似た形になっているが、ダクトとしての掘り込みを深くして、冷却用空気を多く取り込む形になっている。

### リアカウル
リアカウルは、ドアからの延長でマシン後端までほほフラットな形状になっている。運転席からの空気流の整流のため、運転席の幅に合わせて低めの垂直フィンがリアカウル後端まで立っている。リアウイングは、装着されずに、リアスポイラーがリアカウルエンドに装着されている。
リアフェンダの後部トレッド面は、グループ5の規定により、覆われ、リアタイヤが巻き込んだ空気を外へ出すためのアウトレットが設置されている。
リアカウルの後部端面は、リアタイヤのトレッド面以外は、遮蔽面がない大きな空間となり、ラジエタからの熱気を後方へ抜くかたちになっている。また　運転席後方のリアロールバーは、そのまま空気中に露出している。
富士スピードウェイで走る場合に、ダウンフォースが大幅に不足しているのが判明し、リアスポイラからリアウイングへの大変更を受ける。

### サスペンション
サスペンションは、同時期のF2マシンのマーチ・732と共用している。
フロント・サスペンション
上下ともAアームを使用したアウトボードスプリングユニットを使用したダブルウイッシュボーンで、Aアームは、パイプを溶接している。
フロントサスペンションの配置は、当時の13インチホイールのサイズ内に収めるコンパクト性を持っていた。
なおライバル車は、フロントはIアームとトレーディングアームを使用するものが多く、ひときわコンパクト性を誇っていた。
リア・サスペンション
シングル・アッパーリンク/パラレル・ロアリンク/パラレル・ラジアスロッドで構成された4リンク式のダブル・ウイッシュボーンを採用している。
ブレーキは、4輪ともベンチレーテッド・ディスクで、前輪はアウトボード/後輪はインボードで設置している。この当時は、リアブレーキは、トランスミッションから出てくるドライブシャフトのミッション側に装着している。

### エンジン
1973年のマシン登場時は、マーチはBMWと専属契約を結んでいたので、2000㏄の直列4気筒のBMW・M12/6が標準であった。
一応　他の2000㏄の直列4気筒エンジンの搭載が可能なようになっている。この独占契約は、他のマシがBMWエンジン搭載を拒んだ。
富士グランチャンピオンレース（富士GC）の第1戦で、ヒーローズレーシングの黒沢元治がマーチ/田中弘がオリジナルのKS-2でエントリしていたが、この独占契約のため、田中弘はGC第2戦時にマシンをマーチに変更を余儀なくされた（最もKS-2の戦闘力が低かったという事情もあるが）。
後年　日本では、1975年のGCレースに長谷見昌弘が日産のLZ18B改（2000㏄）で参戦している。
また　ロータリーエンジンの13Bに対しては、1976年から片山義美が同系列のマーチ・75Sで参戦を開始する。マーチ・73Sとしては、1979年のGCレースで佐藤文康がマツダ・13Bを搭載する。
エンジンの搭載に関しては、エンジンのリア側は、ギアボックス上部と結合、前方は、エンジン最前端をロッドでリアバルクヘッドと結び、エンジン前部がロッドで宙吊りされている構造を採用している。エンジン変更時には、前側ロッドの形状変更で対応可能なようになっている。

### トランスミッション
F2のマーチ・732と同じヒューランドの5速のFG400を採用

## マーチ・73Sをベースとしたマシン

### マーチ74S
1974年のシーズン用にマーチ・73Sの空力的欠陥を改良したマシン。
カウルを変更して、マーチ・73Sで不足していたダウンフォースを確保した。カウルの変更内容は、日本のヒーローズレーシングの改良内容をマーチが取り込んで、フロントカウルにダウンフォース確保のため大型リップスポイラを追加し、リアカウルの後ろにリアウイングへ空気を送る導風板のフィンを追加してリアウイングを設置する大幅改良を行った。
日本では、黒沢、漆原、高原がGC第1戦から、GC第2戦から

### マーチ75S
1975年のシーズン用にカウルの大幅変更を実施。
基本的なフォルムは、ウエッジシェイプで、ボディ全高を可能な限り低く設定し、前面投影面積の削減を意図した。背の高くなるタイヤハウスや運転者着席部とエンジン収納部のみをカウル天面から張り出す形状を採用。
エアボックスは、最新のフォーミュラ1カーに触発されて、巨大なものを採用した。
リアカウルは、リアフェンダー後部をカウル天面高さで延長してややロングテール状にして、その上部にボディ全幅に合わせたリアウイングを設置した。
ダウンフォースは、ノーズ・カウル先端のリップ・スポイラとテール・ウイングで得る。運転席部には、空気の巻き込みを防止するためにフランジ状のフィレットを追加したが、ヨーロッパではこのフィレットを外す形でレースに参戦していた。モノコックのセンターチューブセクションを覆うセンターカウルには、75年FIAレギュレーションに沿ったデフォーマル・ストラクチャ（衝撃吸収構造）が組み込まれている。カウル外周部に、内部がウレタンフォーム/外側が厚いFRP構造となり約130㎜程度のクラッシャブル・ゾーンとなっている。
サスペンション構成は、73Sの構造を踏襲しているが、前後のアップライトの形状を変更してジオメトリ変更を実施した。
日本では、1976年に片山義美と鮒子田寛の2名がヨーロッパから中古で導入したが、オリジナルカウル空気抵抗が大きくカウル変更を余儀なくされた。

### マーチ・76S
1976年のシーズン用にマーチ・75Sのカウルをそのまま踏襲した。日本のレースでは、マーチ・75S同様空気抵抗が大きくカウル変更を余儀なくされた。
日本では。コジマエンジニアリング（KE）が長谷見昌弘用に1978年7月に1台導入した。
KEは、1976年の鈴鹿の日本グランプリ自動車レースのF2レースにマーチのワークスチームを招聘して、ワークスにおけるマシンの改造内容を把握して、76Sに反映させた。しかしながら、KEは翌年開催されるF1の日本グランプリにオリジナルマシンを開発して参戦する意向を示したので、従野孝司にマシンを譲渡する。
改造箇所は、アップライトとギアボックス・アンダーキャリアをアルミ鋳造からマグネシウム鋳造へ、フロントサスペンションピックアップ部の強化である。従野は、譲渡を受けた76SにREの13Bを搭載し、ムーンクラフトのカウルを大改造（フロントにラジエタ追加）して1977年9月のGC戦でREとして初めての優勝を果たす。

### MCS・グッピー
1983年にムーンクラフトがマーチのオープンスポーツカーのシャーシを活用した、グループC2マシン。ロールバーでクローズドルーフを形成する方法で、世界一安価なグループCマシンとうたって販売した。

## マーチ・73Sのカウルの改良
1973年の日本の富士GC第1戦で、オリジナルカウルは、ダウンフォースの不足と空気抵抗の多さを露呈した。その対応としてサカイレーシングとヒーローズレーシングの取り組みを説明する。

### ヒーローズレーシングの取り組み
ヒーローズレーシングでは、黒沢元治が中心となって、オリジナルカウルに空力的付加物を追加して、ダウンフォースの発生状況を把握したうえで、その付加物内容を織り込んだ新型の一体型カウルを作成する方向で開発を進めた。この改善内容は、最終的にマーチに連絡されて、次年度のマーチ・74Sのカウルに改善に活用された。
フロントカウル
ノーズ先端に三角形断面を持つノーズピース（長さ約50㎜）とその下部にアルミプレート（長さ約25㎜）をつけてダウンフォースを確保した。最終的には、この追加したエクステンションとリップスポイラを一体化させたフロントカウルを作成した。
リアカウル
リアカウルの後部にリアウイングを追加し、リアフェンダの中心からリアウイングまでアルミ製のガイドフィンを設置した。
このガイドフィンは、ウイングの翼端板を兼ねて、ウイングに流れる空気の整流を行い、ウイングによるダウンフォースの発生の効率を改善させた。
リアウイングは、トランスミッションに設置された板金製の固定ブラケットによりシャーシに固定されている。（F2と同じ固定方法を採用）

### サカイレーシングの取り組み
サカイレーシングは、由良拓也にマーチ・73Sのカウルの全面改良を委託した。本稿では、由良拓也の取り組み内容に関して、記述する。
1973年
GC第2戦に、フロントカウルの基本形状はマーチのオリジナルを生かして、フロントオーバーハングを延長させてウエッジシェイプに改造して、ダウンフォースを確保した。
リアカウルは、ドライバ席後部のフィンを延長してこの部分をウイングサポートとして、リアカウルの上面よりもやや高い位置に設置している。リアウイングのシャーシへの固定は、ヒーローズレーシングと同様F2と同じ固定方法であるが、固定用板の間隔をドライバ着席部のリブ幅に合わせて設置した。
1974年
由良は、1974年シーズンに向けて、高速サーキットである富士のコース特性に合わせた低ドラッグを狙ってカウルを全面変更した。
具体的には、フロントカウルは、最前面に大きな一体式チンスポイラを設けて、ホイール収納部とセンタ部で立上り形状を変えている。ダウンフォースは、チンスポイラとカウル中央部で確保している。
センターカウルは、マーチのオリジナルカウルと異なり、側面の上部からラジエタ冷却用のエアを取り入れるようにした。
リアカウルは、ロングテールにして、リアオーバーハング部のカウル天面位置を下げ、それまでのカウル天面位置にリアウイングが設置できるように配置した。
しかしながら、1974年6月の富士GC第2戦の事故をきっかけに、サーキット運営会社（FISCO）は、バンクの使用を中止した。そのため、酒井レーシング用のロングテールカウルは、そのメリットを発揮できなくなった。そこで富士GC第3戦からリアオーバーハング部をフェンダ後端で切り落としして軽量化したカウルを投入した。また　フロントカウルの形状も微妙に変化させて対応しようとしたが、結果的には、うまく対応が取れなかった。
1975年
由良拓也は、高原レーシングからマーチ74S用のスペシャルカウルの発注を受ける。
内容は、センターカウルは、マーチオリジナルのカウルを使用するが、フロントとリアカウルを大幅に変更してほしいとの内容である。
この内容を受けて、由良は、オリジナルカウルの持つ低ドラッグ性を生かして、高ダウンフォースの獲得が実現できるフロントカウルフロントを作成した。カウル中央部にこの基本的なダルノーズ形状を示す幅広の溝部を設定し、この溝部から前輪のホイールハウスは、なだらかな曲面にて覆う形になっている。溝部は、オリジナルカウルより広く取られていた。最前面に大型のリップスポイラを設置して、フロントカウルの浮き上がり防止とダウンフォース獲得を狙っている。
また　運転席の中央に設置されたバックミラーカバーにフロントカウルを模写したカバーを設置した。
リアカウルは、運転席と助手席の両方のロールバーを一体型で覆うクローズドルーフにして、ロールバーの天面からなだらかな傾斜でリアウイングに空気が流れるようにしている。クローズドルーフ以外の場所は、フロントカウル最高面から続く平面になっている。またリアフェンダ中央部の後半からフィンを立ててリアウイング翼端板を一体化して、ウイングに効率よく空気が当たるようにした。
エアインテークに関しては、カウル中心部に大きなインダクションボックスを立て、動圧を積極的にとるようになった。しかしながら、1978年の車両規定の変更により、ロールバーが車高で最も高い位置にせざるを得なくなったので、従来の助手席上部かクローズドルーフの左右両側のいずれかに設置するようになった。
このカウルは、翌年の1976年から。ムーンクラフト(MCS)から市販される。カウルを購入したチームは、フロント先端リップスポイラの形状やリアカウルのフェンダ後部形状やインダクションボックスの位置等を自チームでの使いやすさに合わせて改造して使用した。
1977年に従野は、RE用にこのムーンクラフトカウルの大改造を行う。
フロント荷重の不足を感じていたので、フロントにラジエタを移設すると同時に、サイドラジエタ用のインテークの形状を拡大してラジエタ容量を拡大して、オイルクーラの容量を拡大した。その結果、同年9月のGC第3戦でRE搭載車の初優勝ができた。またカウルの軽量化のために、FRPをCFRPに変更した。

### コウノイケカウル
1976年7月の鈴鹿のレースで、「マーチのオリジナルカウルでは、ライバルとは戦えない」と判断した、マーチ・75Sの片山とマーチ・76Sの長谷見は、マーチ・73Sのセンターカウルがないのでムーンクラフトではない新規のカウルを必要とした。両者とも関西のレーシングチームであるので、関西のコンストラクタである鴻池レーシングに、マーチの新型カウル作成を依頼した。
この依頼を受けて、鴻池レーシングは、フロントにウエッジシェイプを基調としリアにロールバーを覆うクローズドルーフのカウルを作成した。
フロントカウルは、フェンダ部と中央部に分かれ、フロントのオーバーハングの増加を防ぐために、フロント最前面にノーズ・スポイラを設置して、中央部にウエッジシェイプ、フェンダ部はダルノーズとした。
このカウルは、タイヤのホイールアーチ部の隙間がムーンクラフトよりも大きので、カウルの浮き上がりが発生するのと前面投影面積が大きかったので、1977年3月の富士GC第1戦まで片山が使用し、1977年5月の富士1000㎞で片山/従野のペアで優勝を獲得した。その後1977年6月のGC第2線からムーンクラフトカウルに交換された。
なお　1977年5月の富士1000kmで片山/従野のペアでの優勝は、マーチの2座席スポーツカーでのMCS以外のカウルでの初めての優勝を記録した。